# كاسولي
ألتينو (بالإيطالية: Altino)‏ هي بلدية في مقاطعة كييتي في إقليم أبروتسو الإيطالي.

## السكان
في سنة 1861 بلغ عدد السكان 5٬970 نسمة، وتطور العدد ليصل في سنة 2011 لـ 5٬847 نسمة.
يظهر هذا المخطط البياني تطور النمو السكاني لـ كاسولي

## أعلام
- مانويل جياندوناتو